# 利亚娜·米夏埃利斯
利亚娜·米夏埃利斯（德語：Liane Michaelis，1953年4月23日—），德国女子手球运动员。她曾代表东德国家队参加1976年夏季奥林匹克运动会手球比赛，获得一枚银牌。